# Phreatia petiolata
Phreatia petiolata är en orkidéart som beskrevs av Rudolf Schlechter. Phreatia petiolata ingår i släktet Phreatia och familjen orkidéer.

## Underarter
Arten delas in i följande underarter:
- P. p. eitapensis
- P. p. petiolata